# 馬來西亞英語
马来西亚英语（英語：Malaysian English；缩写：MyE），前称「马来西亚标准英语」（英語：Malaysian Standard English；缩写：MySE），是指马来西亚人所使用的标准英语，与马来西亚华人使用的马来西亚式英语（Manglish）有所不同。
依据美国《2019年英孚英语熟练度指标报告》，马来西亚在英语熟练度指标中得分58.55分，位居全球第26名，亚洲第3名，被评为「高熟练度国家」，其首都吉隆坡则在该报告的城市排名中得分63.42分，位居全球第19名，亚洲第3名，被评为「非常高熟练度城市」。

## 特征
由于马来西亚英语起源于大英帝国统治马来西亚半岛、北婆罗洲（沙巴）和砂拉越（即现在的马来西亚）时的英式英语，因此马来西亚英语在拼法、发音、词汇和句子结构都具有非常浓厚的英式英语特征。然而，随着美国文化在马来西亚的普及，现今马来西亚英语的词汇、发音和语法也开始混搭美式英语。
如同其他新英语，马来西亚英语在发音和语法上表现出简化的趋势。例如，在发音方面，马来西亚英语中双元音往往会变成单元音，最后的辅音群通常会变得简化。英式英语有七个短单元音，而马来西亚英语则有六个，但马来西亚英语和英式英语的长元音和短元音的元音长度往往相同。马来西亚半岛中部和南部各州的发音与马来西亚半岛北部和东部各州的发音会略有不同，词汇上也有一些变化。

### 发音
- 马来西亚英语的发音通常是「非罗嗦型」（non-rhotic）。
- 马来西亚英语有一个宽泛的s音，像“cab”和“tab”这样的词的发音有 /ɛ/，而不是 /æ/。
- 像“butter”这样的词中的 /t/ 音通常不像美式英语那样饶舌，或是像许多形式的英式英语那样呈现声门塞音（包括「Cockney」）。
- 像“head”这样的词的发音没有h-dropping。
- 在 /n/、/t/ 和 /d/ 发音后不会减少英语辅音簇，这与同样来自东安格利亚和东米德兰的英式英语以及大多数形式的美式英语形成鲜明对比。
  - 例如：“new”、“tune”和“dune”发音为/ˈnjuː/、/ˈtjuːn/和/ˈdjuːn/。
- “th”擦音（θ 和 ð）发音为塞音。
- “I”的发音通常很清楚。
- 双元音转变成单元音：'ow' ([əʊ] 或 [oʊ]) 变成 [o]，而 'ay' ([eɪ]) 变成 [e]。
- 单词末尾的“d”的发音通常会被删除。
  - 例如：“cold”、“hold”和“world”发音为/kəʊl/（/koʊl/）、/həʊl/（/hoʊl/）和/wəːl/。
- 长短元音往往具有相同的长度。[3]
  - 例如：“beat”和“bit”在马来西亚英语中是同音词。

### 语法
马来西亚英语的语法相比起英式英语较为简化。例如，冠词和过去时标记有时可能会被省略、问题结构可能会被简化，以及可数名词和质量名词之间的区别可能会变得模糊。在basilectal变体中，宾语代词或主语代词常被省略。情态助词也常被省略，有时可能会省略动词。而口语形式通常具有马来语或中文语法结构。

### 词汇
在acrolect变体中，马来西亚英语中有许多词汇是直接从马来语和中文套用。例如，“bumiputera”（土著）、“Yang di-Pertuan Agong”（最高元首）、“Menteri Besar”（州务大臣）、“gotong-royong”（大掃除）、“ang pow”（红包）等。

## 单词用法
在20世纪时，马来西亚英语与英国英语极为相似，但带有马来西亚口音。自后殖民时代（1957年后）以来，美国电视节目的涌入影响了马来西亚英语的使用。在马来西亚，联邦政府没有设立任何官方语言委员会、理事会或组织来确保马来西亚英语正确和标准地使用。但是，剑桥大学考试委员会（UCLES）从独立后至今依然负责批改马来西亚教育文凭（SPM）英语试卷一（编号：1119）的长篇作文，考生也可以获得由剑桥大学颁发的GCE O-Level英语文凭。
由于马来西亚在18至20世纪被英国殖民，因此马来西亚英语承袭自英式英语。然而，由于受到美国大众媒体，特别是电视节目和电影的影响，使大多数马来西亚人都熟悉许多美国英语的单词。 例如，“lift/elevator”和“lorry/truck”都可以理解，但首选英式英语形式。只有在一些非常有限的情况下，美式英语的形式更为广泛。例如，“chips”代替“crisps”、“fries”代替“chips”，以及“diaper”代替“nappy”。

### 马来西亚英语中具有不同含义的单词
| 单词/短语     | 马来西亚英语的含义                                    | 英式或美式英语的含义                                                            |
| ------------- | ----------------------------------------------------- | ------------------------------------------------------------------------------- |
| the car park  | 停车位                                                | 停车场（美式）                                                                  |
| photostat     | 复印                                                  | 使用照相机和相纸的历史复印机，后来已被现代复印机取代。                          |
| flat          | 低价公寓                                              | 公寓（英式）                                                                    |
| apartment     | 中等价位的公寓                                        | 公寓（美式）                                                                    |
| condominium   | 高价公寓                                              | （一套）公寓住房（美式）                                                        |
| to send       | 带某人去某个地方 例如：「你能送（send）我去机场吗？」 | 使某个物品在不伴随它的情况下到达某处 例如：「我把这封信寄（send）给了我奶奶。」 |
| blur          | 一个人头昏眼花、困惑、精神缓慢的状况                  | 模糊                                                                            |
| keep          | 把东西收起来                                          | 无限期地拥有和保留某物                                                          |
| half-past-six | 低品质                                                | 六时三十分                                                                      |

### 主要在马来西亚英语中使用的词
一些单词或词汇虽然是英语，但主要在马来西亚英语中使用，美式和英式英语中较少使用。这些单词或词汇也出现在新加坡标准英语的一些连续体的词汇中。
| 中文                | 单词/短语（马来西亚英语）                           | 单词/短语（英式或美式英语）                      |
| ------------------- | --------------------------------------------------- | ------------------------------------------------ |
| 手机                | handphone（通常缩写为“HP”）                         | mobile phone（英式） cell phone（美式）          |
| 公共电话            | public telephone public phone（与澳大利亚英语相同） | payphone                                         |
| 不在办公室/不在办公 | outstation                                          | out of office                                    |
| 留待进一步审议      | keep in view（通常缩写为“KIV”）                     | kept on file held for further consideration      |
| 病假单              | medical certificate（通常缩写为“MC”）               | sick note aegrotat                               |
| 独立式住宅          | bungalow                                            | detached house                                   |
| 存支票              | bank in a cheque                                    | deposit a cheque（英式） deposit a check（美式） |
| 股票经纪人          | remisier                                            | stockbroker                                      |

## 音韵学
正式而言，马来西亚英语使用与英国英语相同的发音系统。然而，由于美国电视节目的大量涌入、大量马来西亚人在美国接受高等教育以及在马来西亚城市中大量受雇于美国公司的马来西亚人，大多数马来西亚人说话时都带有一种参杂英式发音和美式发音独特的口音。例如，在“refer”和“world”等词中，马来西亚人对“r”音的强调。